# 1102
Cette page concerne l'année 1102  du calendrier julien. Pour l'année 1102 av. J.-C., voir 1102 av. J.-C.
L'année 1102 est une année commune qui commence un mercredi.

## Événements

### Proche-Orient
- Février : Muhammed Ier repart en guerre contre son frère le sultan saljûqide Barkyaruq ; il est battu près de Rey et se réfugie à Ispahan où il est assiégé jusqu’au 25 septembre, puis s’enfuit en Azerbaïdjan en novembre[1].
- Mars : Tancrède, le neveu de Bohémond de Tarente, devient régent de la principauté d’Antioche après sept mois de vacance du pouvoir. Il va ravager les environs d’Alep. Ridwan, roi d’Alep accepte de placer une immense croix sur la grande mosquée de la ville, pour qu’il s’éloigne[2].

- 21 avril : le comte de Toulouse, Raymond de Saint-Gilles, revenu de Constantinople, prend Tortose[3]. Il fonde le comté de Tripoli (1102-1289).

- 19 mai : victoire des Fatimides sur Baudouin Ier de Jérusalem à Ramleh, près de Jaffa[4].
- 27 mai : victoire de Baudouin de Jérusalem sur les Fatimides à la bataille de Jaffa. Les croisés repoussent les Égyptiens jusqu’à Ascalon[5].
- 1er juillet : une flotte croisée arrive devant Jaffa, assiégée par la flotte égyptienne et délivre la ville le 6 juillet[6].
- Septembre : Tancrède d’Antioche et Baudouin d’Édesse arrivent pour renforcer Baudouin de Jérusalem avec 500 cavaliers et 1000 fantassins ; ils investissent Ascalon pendant huit jours puis se retirent devant la résistance de la citadelle[6].

- Mort de l'atabey de Mossoul Kerbogha (ou Karbouka). Son successeur, l'émir turc Jekermish, a du mal à s’imposer[7].
- Comptoir vénitien à Sidon[8].

### Europe
- Février : l’antipape Albert est opposé par Henri IV à Pascal II. Maltraité par la foule, il est enfermé au Latran, puis devient religieux au monastère de Saint Laurent d’Aversa[9].
- 12 mars : dans un canon du synode du Latran, le pape Pascal II interdit à tout clerc de recevoir des mains d’un laïque des églises ou des biens ecclésiastiques[10].  Le 15 avril, le pape adresse des lettres dans ce sens à Anselme de Cantorbéry ainsi qu’au roi d’Angleterre, qui arrivent à Londres en septembre. Un conflit sur l’investiture commence entre Henri Ier d’Angleterre et le pape (fin en 1107)[11].

- 5 mai : le général Mazdali reprend Valence pour le compte de l’Almoravide ibn Tashfin[12].
- 19 mai : mort d’Étienne II de Blois à Ramla[13]. Thibaut IV devient comte de Blois[14] (fin en 1152).

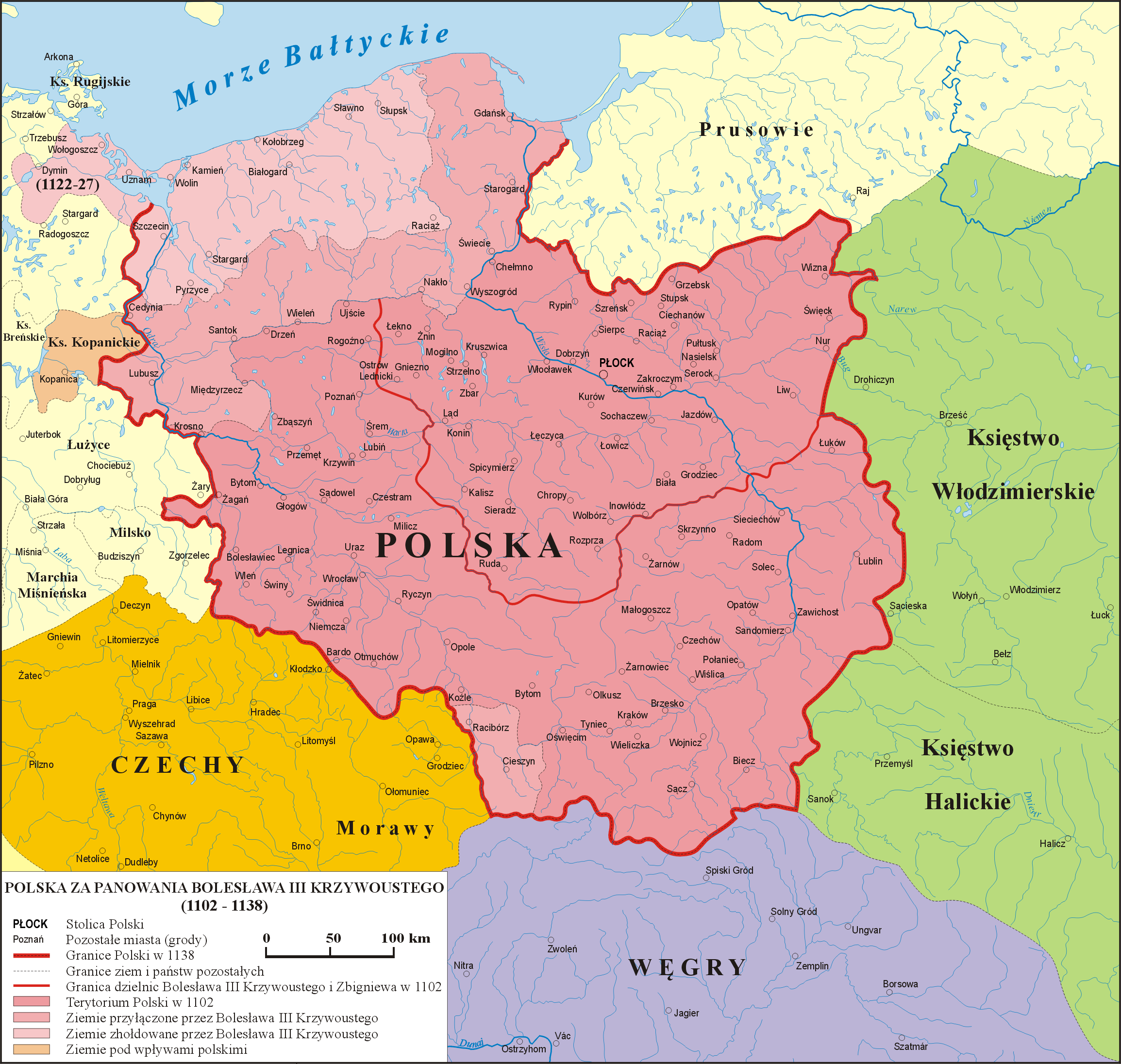
La Pologne de 1102 à 1138. Boleslas III rétablit l’ordre et l’unité de la Pologne en s’appuyant sur les chevaliers pour chasser son frère Zbigniew, duc de Grande-Pologne et de Mazovie (1107). Il repousse ensuite par deux fois les Allemands, oblige les Tchèques à renoncer au tribut pour la Silésie. Il soumet la Poméranie occidentale, lui adjoignant la terre de Lubusz (Lebus) à l’ouest de l’Oder qu’il fait évangéliser par l’évêque Othon de Bamberg (1124).

- 4 juin : début du règne de Boleslas III Krsywousty  (Bouche-Torse, 1086-1138), duc de Pologne à la mort de Ladislas Ier (fin en 1138)[15].

- Juin-juillet : Louis le Gros combat vers Reims le comte Ebles de Roucy, accusé de pillage des églises[16] (ou en 1207)[17].

- 29 septembre : l’archevêque Anselme de Cantorbéry préside le synode de Westminster au terme duquel il promulgue la réforme grégorienne pour l’Église d’Angleterre[18].

- 16 novembre : Boleslas III épouse la princesse ruthène Zbysława[15].
- 17 novembre, Canossa : la comtesse Mathilde de Toscane renouvelle l'acte de donation de ses États au Saint-Siège fait en 1077[19].
- 25 décembre, Mayence : Otton est nommé évêque de Bamberg par l’empereur Henri IV[20]. Après s’être rendu dans son diocèse le 1er février 1103, il reçoit l’investiture du pape à Rome le 17 mai 1103. À partir de 1125, il évangélise la Poméranie à la demande du roi Boleslas de Pologne[21].

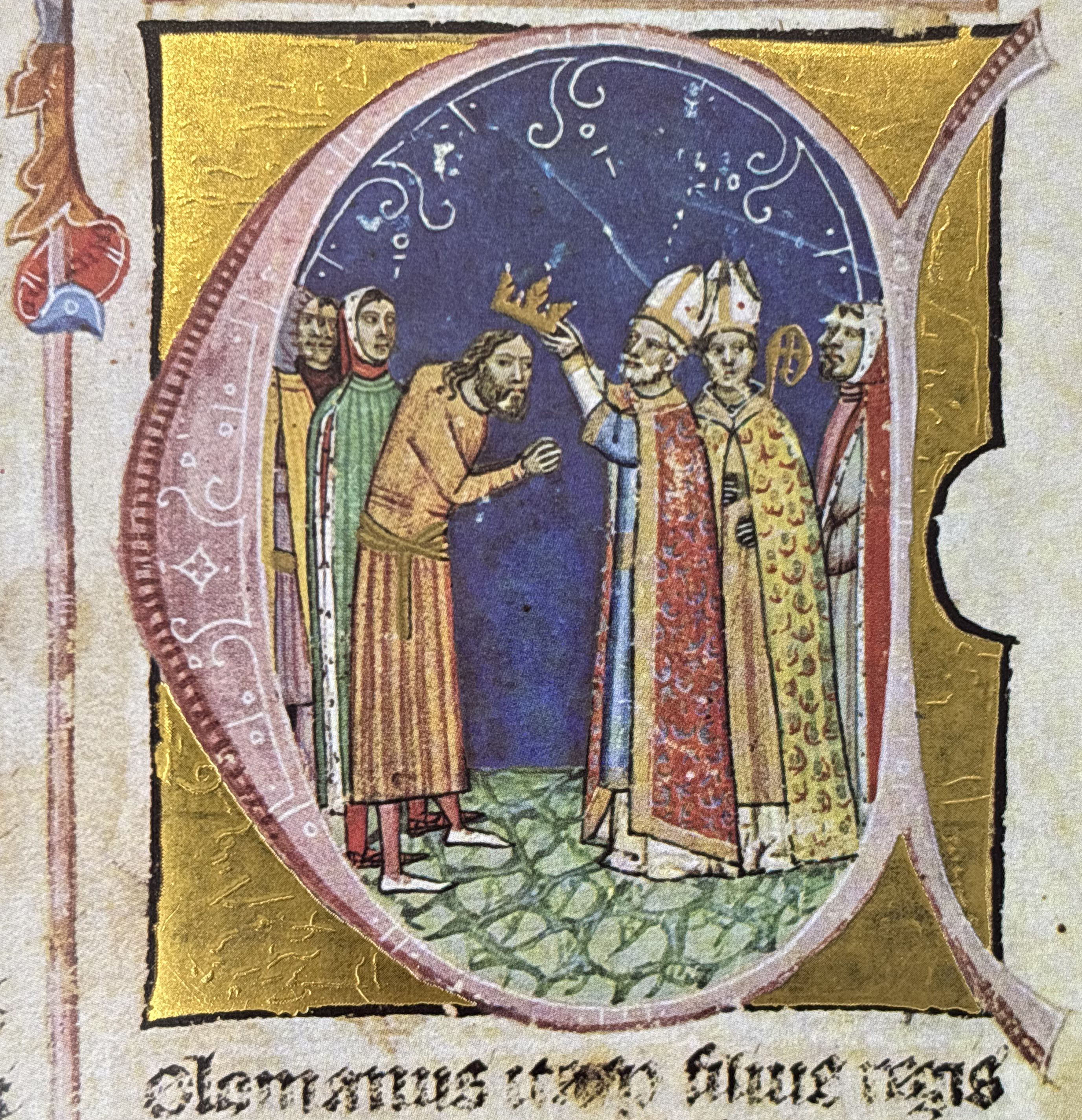
Pacta Conventa : Koloman de Hongrie devient roi de Croatie. Union personnelle de la Croatie avec la Hongrie.

- Soumis partiellement par la Hongrie, les nobles croates obtiennent de celle-ci la signature d’un traité (Pacta Conventa) qui associe le royaume de Croatie à la couronne de Saint-Étienne par une « union personnelle » (l’exemplaire conservé au musée de Trogir serait un faux du XIVe siècle). Koloman de Hongrie devient roi de Croatie[22]. Il proclame, par un accord passé avec les représentants des douze tribus croates, l’union personnelle de la Hongrie et de la Croatie. Le pays conserve un gouverneur (ban) et une assemblée (sabor) autonomes. Le royaume se féodalise comme celui de Hongrie au détriment des tribus, et le souverain magyar nomme des župa pour administrer les nouvelles provinces. Des conflits surgissent et le roi Béla IV installe un duc de sang royal et deux « bans » spéciaux pour la Croatie et la Dalmatie. Un couronnement spécial du roi de Hongrie comme roi de Croatie est pratiqué jusqu’en 1205.

- Magnus Barfot attaque l’Irlande[23] mais est tué en Ulster en 1103.
- Le Norvégien Skopte Ogmundssonn part pour la Terre sainte avec cinq navires. Il meurt à Rome à l’automne. Ses fils poursuivent jusqu’en Sicile où ils meurent à leur tour. La troupe rebrousse chemin[24].